# Ренова (футбольний клуб)
«Ренова» (мак. Fudbalski Klub Renova Džepčište) — північномакедонський футбольний клуб з села Джепчиште. Заснований у 2003 році. Домашні матчі проводить на стадіоні «Міський» (Тетово).

## Досягнення
- Чемпіон Македонії (1): 2010.
- Бронзовий призер чемпіонату Македонії (1): 2009.

- Володар Кубку Північної Македонії:(1): 2012

## Виступи в єврокубках
- КР = кваліфікаційний раунд
- 1Р = перший раунд / 2Р = другий раунд

| Сезон   | Змагання        | Раунд |                   | Клуб          | Результат    |  |
| ------- | --------------- | ----- | ----------------- | ------------- | ------------ |  |
| 2008    | Кубок Інтертото | 1Р    | Хорватія          | Рієка         | 0–0, 2–0     |  |
| 2008    | Кубок Інтертото | 2Р    | Ізраїль           | Бней Сахнін   | 1–2, 0–1     |  |
| 2009–10 | Ліга Європи     | 1КР   | Білорусь          | Динамо Мінськ | 1–2, 1–1     |  |
| 2010–11 | Ліга чемпіонів  | 2КР   | Кіпр              | Омонія        | 0–3, 0–2     |  |
| 2011–12 | Ліга Європи     | 1КР   | Північна Ірландія | Гленторан     | 2–1, 1–2 (п) |  |
| 2012–13 | Ліга Європи     | 1КР   | Сан-Марино        | Лібертас      | 4–0, 4–0     |  |
| 2012–13 | Ліга Європи     | 2КР   | Білорусь          | Гомель        | 0–2, 1–0     |  |
| 2015–16 | Ліга Європи     | 1КР   | Молдова           | Дачія Кишинів | 0–1, 1–4     |  |
| 2020–21 | Ліга Європи     | 1КР   | Вірменія          | Алашкерт      | 1–0          |  |
| 2020–21 | Ліга Європи     | 2КР   | Хорватія          | Хайдук Спліт  | 0−1          |  |